# La Codina (Sant Bartomeu del Grau)
La Codina és un monument del municipi de Sant Bartomeu del Grau (Osona) inclòs en l'Inventari del Patrimoni Arquitectònic Català.

## Descripció
L'edifici original és amb teulada a dues vessants amb aiguavés a la façana principal. Té un portal dovellat i una finestra amb dues columnetes de pedra, disposades en forma de creu. També hi ha un balcó i una finestra amb dos carots molt erosionats d'estil renaixentista. Al costat d'aquest edifici n'hi ha un altre annexionat, amb una llinda datada de 1765. A la façana dreta hi ha força finestres amb pedra treballada amb simples motius renaixentistes. Davant la casa hi ha una lliça sobre unes lloses. Completen la masia unes quadres i masoveries, i un femer amb volta de canó.

## Història
Hi ha notícies, al llarg del segle xiv, de membres de la família Codina. L'any 1367 trobem documentat a Ramon Codina, qui es casa amb una noia de Poetelles de Sobremunt. L'any 1381 es troba citat a Pere Guillem Codina.
Al segle xvii, concretament l'any 1668, Rafel Codina és citat també amb motiu del seu casament amb Francisca Tressera de Sant Bartomeu del Grau, actuant com a notari Joan Vila.